# Lasar Mladenow

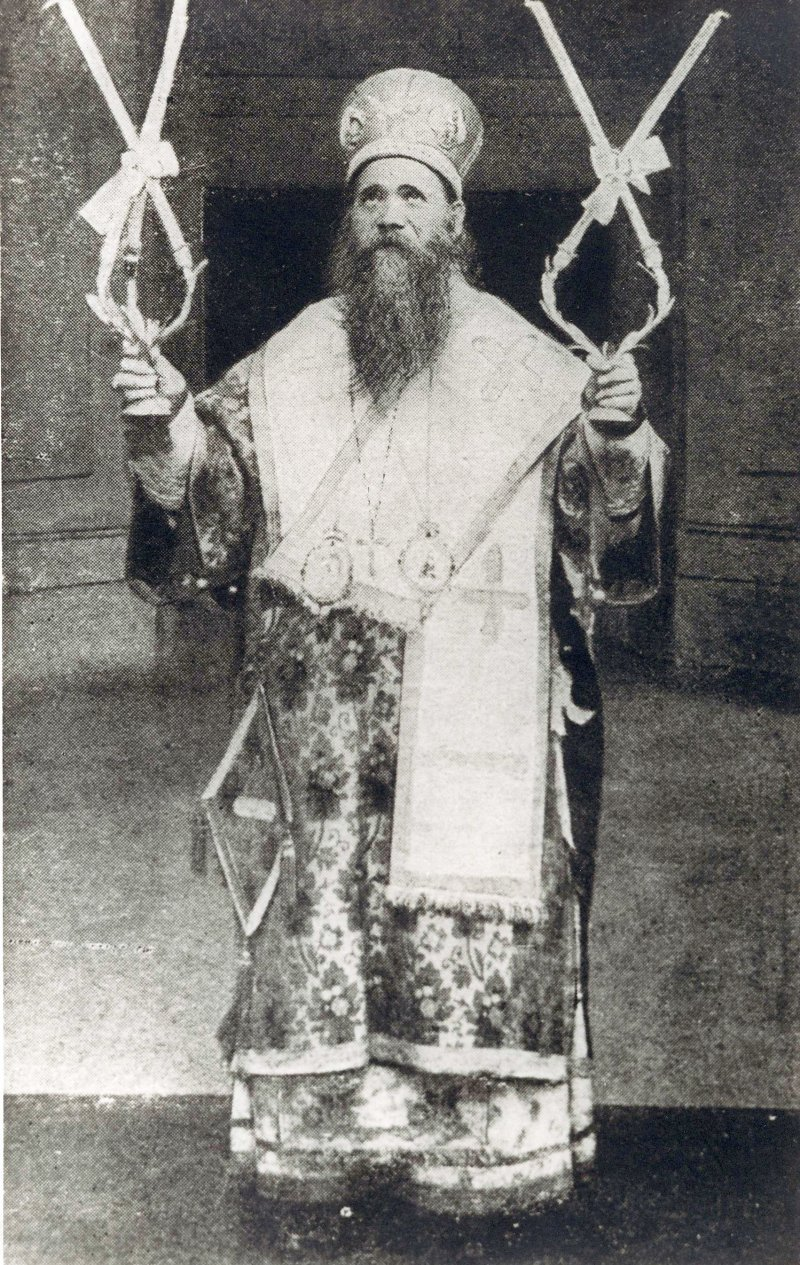
Lasar Mladenow während einer Messe

Lasar Dimitrow Mladenow (auch Lazar Dimitrov Mladenov geschrieben, bulgarisch Лазар Димитров Младенов; * 11. Juni 1854 in Bansko, damals Osmanisches Reich, heute Bulgarien; † 4. März 1918 in Rom, Italien) war ein bulgarischer Geistlicher. Er war Bischof mit Sitz in Thessaloniki der unierten Bulgarisch-Katholischen Kirche.

## Leben
Lasar Mladenow wurde in der makedonischen Stadt Bansko, einem der Zentren der bulgarischen Wiedergeburt im Osmanischen Reich, geboren. Sein Vater Dimitar, der Priester und Lehrer war, unterhielt regen Kontakt zu Dragan Zankow, dem Anführer der Unionsbewegung unter den Bulgaren. Weiterhin schrieb sein Vater Dimitar Mladenow regelmäßige Beiträge für die Konstantinopeler Zeitung Balgarija (bulg. България, Bulgarien).
Aufgrund der Schwierigkeiten bei der Errichtung einer vom Ökumenischen Patriarchat von Konstantinopel unabhängigen bulgarischen Kirchenhierarchie kam es im 19. Jahrhundert zu einer Union der bulgarischen Orthodoxie mit Rom (Union von Kilkis).
Nach dem Abschluss der Klosterschule wechselte Mladenow an die bulgarisch-katholische Schule in Thessaloniki, um danach seine Ausbildung am französischen Lycée in Pera, Konstantinopel, fortzusetzen. Danach zog er nach Paris, wo er Theologie studierte. Dort wurde Mladenow vom Pariser Erzbischof zum Priester geweiht.
Als Kenner der Orientalischen Frage begleitete Mladenow im Juni 1878 die französische Delegation für den Berliner Kongress. Noch im selben Jahr wurde er als Lehrer am Lycée in Pera nach Konstantinopel geschickt.
Als nach der Errichtung des Bulgarischen Exarchats (→ Ferman zur Errichtung des Bulgarischen Exarchats) 1870 die meisten Gläubigen der Bulgarisch-Katholischen Kirche wieder zur bulgarischen orthodoxen Kirche zurückkehrten, blieben vor allem die Gebiete Thrakiens und Makedoniens in der katholischen Union. Diese Entwicklung führte 1883 zu einer Neuorganisation der Bulgarisch-Katholischen Kirche. So wurde ein eigenständiges Apostolisches Vikariat für Makedonien mit Sitz in Thessaloniki und ein weiteres für Thrakien mit Sitz in Adrianopolis errichtet. Sie standen unter der Leitung von Lasar Mladonow bzw. Michail Mirow. In Konstantinopel verblieb Nil Isworow als Apostolischer Verwalter mit dem Titel eines Erzbischofs. Mladenow selbst wurde am 12. Juni 1883 von Isworow zum Bischof geweiht und vom Papst zum Apostolischen Exarchen von Mazedonien und Titularbischof von Satala in Armenia bestimmt.
1884 wurde Lasar Mladenow von Papst Leo XIII. in Rom empfangen und in seinem Amt bestätigt. Unter der Leitung Mladenows und mit Unterstützung Roms sowie dem Schutz Frankreichs erreichte die bulgarische Unierte Kirche ihre größte Entfaltung in Makedonien. Auch der große Widerstand des Ökumenischen Patriarchats von Konstantinopel gegen den Erlass von 1870, demzufolge der bulgarisch-orthodoxen Kirche Eparchien in Makedonien zu überlassen waren (siehe bulgarisch-griechischer Kirchenkampf), trugen zur Stärkung der Stellung der bulgarisch-katholischen Kirche bei.
Mladenow konnte mit Hilfe der Lazaristen mehrere bulgarische Schulen in Makedonien neu errichten, darunter die bulgarische Schule in Kilkis und ein katholisches Seminar in Thessaloniki, das auch ein Gymnasium umfasste. 1890 wurde unter seiner Leitung der Grundstein für die bulgarisch-katholische Kathedrale in Thessaloniki gelegt. 1894 geriet Mladenow wegen finanzieller Skandale in Konflikt mit einem katholischen Orden und wurde als Bischof abgesetzt. Noch im selben Jahr entzog ihm die osmanische Regierung die Bewilligung (Berât) zur Tätigkeit im Osmanischen Reich.
Lasar Mladenow bat im Dezember des gleichen Jahres den Heiligen Synod um Wiederaufnahme in die bulgarisch-orthodoxe Kirche. Der Antrag wurde sofort durch ein Dekret vom 8. Dezember 1894 genehmigt. In der folgenden Zeit rief Mladenow per Zirkular die unierten Gläubigen auf, seinen Schritt nachzuvollziehen und ihm zu folgen, was ein großer Teil auch tat. Von diesem Schlag konnte sich die Unionsbewegung in Makedonien nicht erholen. Reumütig kehrte Mladenow 1896 zum Katholizismus zurück und zog nach Rom. In Italien wurde er Berater der katholischen Kirche. Anfang des 20. Jahrhunderts wurde er zusätzlich stellvertretender Direktor der Vatikanischen Apostolischen Bibliothek.
Lasar Mladenow verstarb 1918 in Rom.